# Občina Podvelka
Občina Podvelka (německy Podwölling) je jednou z 212 občin ve Slovinsku. Nachází se v Korutanském regionu na území historického Dolního Štýrska. Občinu tvoří 11 sídel, její rozloha je 103,9 km² a k 1. lednu 2017 zde žilo 2 365 obyvatel. Správním střediskem občiny je vesnice Podvelka.

## Členění občiny
Občina se dělí na sídla: Brezno, Janževski Vrh, Javnik, Kozji Vrh, Lehen na Pohorju, Ožbalt, Podvelka, Rdeči Breg, Spodnja Kapla, Vurmat, Zgornja Kapla.